# Rhofactor

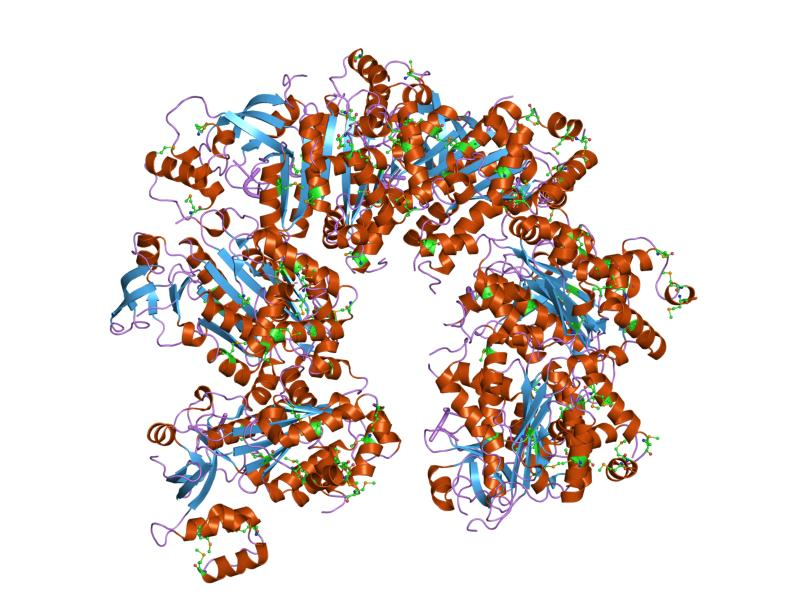
Rhofactor

De rhofactor (ρ-factor) is een eiwit dat in prokaryoten de RNA-transcriptie kan beëindigen. Het reageert als een ATP-afhankelijke helicase, die langs een nieuw gevormde RNA-streng richting het 3'-eind beweegt en ten slotte ervoor zorgt dat het RNA van het DNA loslaat.
Bij Escherichia coli is de rhofactor een ca. 275 kDa zwaar hexameer dat uit zes dezelfde subeenheden bestaat, waarvan elke subeenheid een RNA-bindend en een ATP-bindend eiwitmotief heeft. De subeenheden zijn rondom een holle ruimte gerangschikt, waar de RNA-streng doorheen gevoerd wordt. De rho-factor bindt aan de transcriptie-terminator-pauzeplaats. Deze plaats is een enkelstrengs RNA, dat 72 nucleotiden lang is en achter de open leesraam ligt. Het is een C-rijke/G-arme (cytosine-rijke/guanine-arme) sequentie zonder secundaire structuur. Vanaf deze plaats gaat het enzym onder verbruik van ATP naar de transcriptieplaats, waar het RNA door de RNA-polymerase gevormd wordt. De rhofactor werkt op deze plaats als een helicase. Daardoor wordt de vorming van de RNA-streng beëindigd.
De bindingsplaats (rho utilization site) zit boven het transcriptie-eind. Er zijn verschillende bindingsplaatsen gevonden.